# John Mikkelsen Lauridsen
John Mikkelsen Lauridsen és un exjugador de futbol, nascut el 2 d'abril de 1959 a Ribe (Dinamarca). Actualment, treballa en una agència de transports a Dinamarca.

## Trajectòria
John Lauridsen va començar la seva carrera a l'Esbjerg fB de Dinamarca l'any 1978. Lauridsen va formar part de l'equip de l'Esbjerg que va guanyar el 1979 la Lliga danesa, i va fer el seu debut amb la selecció de Dinamarca el 1981. L'any 1982, va fitxar pel RCD Espanyol per jugar a la lliga espanyola. Al club català aconseguí arribar a la final de la Copa de la UEFA de 1988, però sortí derrotat davant el Bayer Leverkusen, en la tanda de penals del partit de tornada. Va disputar sis temporades a l'Espanyol, marcant 26 gols en 213 partits de lliga. Va formar part de l'equip danès a l'Eurocopa 1984, on va jugar dos partits i va marcar un gol contra Iugoslàvia.
L'any 1988 va ser traspassat al CD Málaga, on restà dues temporades. Lauridsen va retornar al seu club d'origen a Dinamarca el 1990 on es retirà de la pràctica del futbol el novembre de 1992.

## Palmarès
| Títol                  | Club       | País      | Any  |
| ---------------------- | ---------- | --------- | ---- |
| Lliga danesa de futbol | Esbjerg fB | Dinamarca | 1979 |